# C/1927 E1 (Stearns)
C/1927 E1 (Stearns) ist ein Komet, der im Jahr 1927 entdeckt und mit optischen Hilfsmitteln ungewöhnlich lange über einen Zeitraum von vier Jahren beobachtet werden konnte, bis er weiter als der Planet Saturn von der Sonne entfernt war.

## Entdeckung und Beobachtung
Der Komet wurde am 10. März 1927 von Carl Leo Stearns mit einem 20-Zoll-Refraktor am Van Vleck Observatory der Wesleyan University in Middletown, Connecticut, entdeckt. Seine Helligkeit bei der Entdeckung betrug etwa 10 mag und er war noch etwa 3,7 AE von der Sonne und 3,1 AE von der Erde entfernt.
Als der Komet wenige Tage später am 22. März seinen geringsten Abstand zur Sonne erreichte, betrug dieser noch 3,68 AE. Zu dieser Zeit waren nur vier andere Kometen mit größeren Periheldistanzen bekannt, darunter der kurz zuvor entdeckte 29P/Schwassmann-Wachmann. Nach dem Periheldurchgang nahm die Helligkeit nur langsam wieder ab, im Dezember lag sie noch bei 13 mag. Der Komet war für Beobachter auf der Nordhalbkugel zunächst in der zweiten Nachthälfte im Süden zu beobachten, später am Abendhimmel im Westen. Ab Ende des Jahres erschien er am Morgenhimmel im Osten und wurde etwa ab Februar 1928 dauerhaft zirkumpolar.
Überraschenderweise war der Komet noch durch die folgenden Jahre 1928 und 1929 weiter zu beobachten. George Van Biesbroeck beobachtete ihn am Yerkes-Observatorium noch im Dezember 1929 mit einer Helligkeit von 16 mag bei bereits über 8 ⅔ AE Sonnenabstand. Die Beobachtungen wurden schließlich auch noch während des ganzen Jahres 1930 an der Hamburger Sternwarte und in Yerkes und bis zum Frühjahr 1931 fortgesetzt. Der Komet war inzwischen vier Jahre nach seiner Entdeckung bereits wieder 11 ½ AE von der Sonne entfernt. Diese ferne letzte Beobachtung stellte damals einen Rekord dar, der noch für viele Jahrzehnte bis zur finalen Beobachtung des Kometen C/1980 E1 (Bowell) gegen Ende 1986 bestehen bleiben sollte.

## Wissenschaftliche Auswertung
Bis 1936 hatten Zee Shen und Itaru Imai aus 460 Beobachtungen aus dem Zeitraum 1927 bis 1931 eine Bahnbestimmung für den Kometen unter Berücksichtigung von Bahnstörungen durch Jupiter, Saturn und Uranus durchgeführt. Sie bestimmten oskulierende Elemente für eine elliptische Umlaufbahn mit einer Exzentrizität von 0,9981 und einer Großen Halbachse von 1900 AE. Auf dieser Grundlage berechneten E. H. Bilo und Ingrid van Houten-Groeneveld im Jahr 1960 die Große Halbachse der ursprünglichen Bahn des Kometen auf etwa 1530 AE.
In einer Untersuchung von 1973 bestimmten dann Brian Marsden und Zdenek Sekanina mit Daten ebenfalls aus dem gesamten Beobachtungszeitraum verbesserte Parameter einer elliptischen Umlaufbahn des Kometen. Außerdem bestimmten sie die ursprüngliche und die zukünftige Große Halbachse zu 1605 AE bzw. 920 AE.

## Umlaufbahn
Für die folgenden Angaben werden die Bahnelemente von Marsden und Sekanina verwendet, die auch in der Datenbank des Minor Planet Center angeführt sind und hier zum Erstellen der Infobox benutzt wurden. Die Bahnelemente, wie sie in der JPL Small-Body Database angegeben sind, beruhen nur auf einer geringen Zahl von Positionsbestimmungen aus einem kurzen Zeitraum von 3 Monaten unmittelbar nach dem Periheldurchgang des Kometen und weisen daher eine sehr große Unsicherheit (speziell im Hinblick auf die Exzentrizität) auf, weshalb sie hier nicht benutzt werden.
Für den Kometen konnte aus 135 Beobachtungsdaten über einen Zeitraum von 4 Jahren eine elliptische Umlaufbahn bestimmt werden, die um rund 88° gegen die Ekliptik geneigt ist. Die Bahn des Kometen verläuft damit nahezu senkrecht gestellt zu den Bahnebenen der Planeten. Im sonnennächsten Punkt der Bahn (Perihel), den der Komet am 22. März 1927 durchlaufen hat, befand er sich mit etwa 551,1 Mio. km Sonnenabstand im Bereich des äußeren Asteroidengürtels zwischen den Umlaufbahnen der Planeten Mars und Jupiter. Am 21. Januar 1927 näherte er sich (1) Ceres bis auf etwa 185,7 Mio. km und am 29. April (2) Pallas bis auf etwa 173,7 Mio. km. Der Erde war er am 21. April nicht näher gekommen als bis auf etwa 411,8 Mio. km (2,75 AE), nennenswerte Annäherungen an die anderen kleinen Planeten fanden nicht statt.
Nach den Bahnelementen von Marsden und Sekanina, die keine nicht-gravitativen Kräfte auf den Kometen berücksichtigen, war seine Bahn lange vor der Annäherung an das innere Sonnensystem elliptisch mit einer Exzentrizität von etwa 0,99771 und einer Großen Halbachse von etwa 1610 AE, seine Umlaufzeit lag bei 64.600 Jahren. Durch die Anziehungskraft der Planeten, insbesondere durch Annäherungen an Jupiter um den 28. April 1926 bis auf 7 ⅓ AE, an Saturn um den 20. Dezember 1926 bis auf 6 ¾ AE und an Uranus im Februar 1936 bis auf 13 ½ AE Distanz, verringert sich seine Bahnexzentrizität auf etwa 0,99599 und seine Große Halbachse auf etwa 921 AE, so dass sich seine Umlaufzeit auf etwa 27.900 Jahre verkürzt.